# پل اتحاد ملی

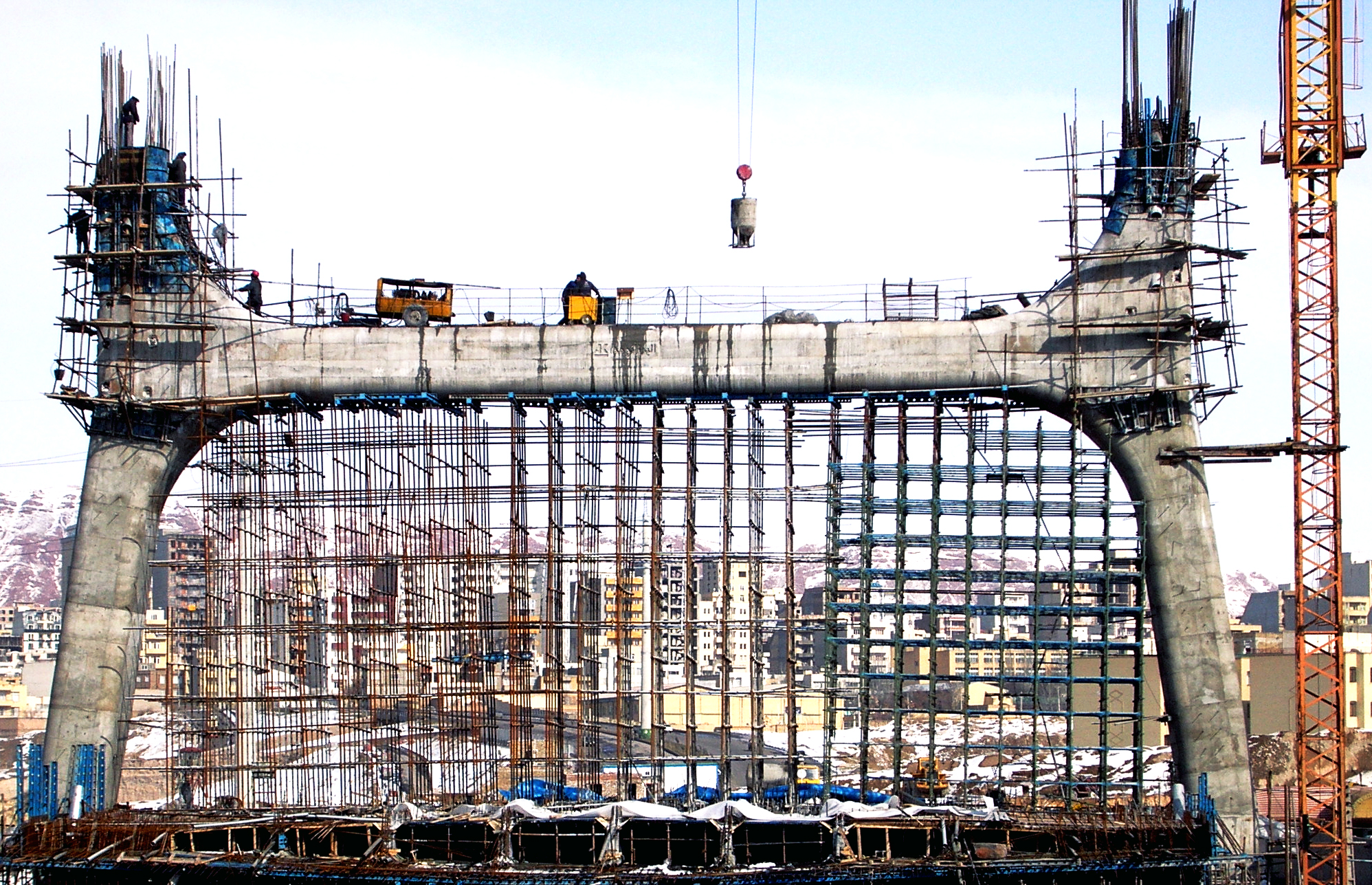
نمایی از پل کابلی تبریز در حال ساخت.

پل اتحاد ملی یا پل کابلی تبریز، نام یک پل از نوع کابلی، در محدوده ورودی شرقی تبریز است که در سال ۱۳۸۶ خورشیدی به بهره برداری رسید. برای ساخت این پل که عملیات اجرایی آن از سال ۱۳۸۲توسط شهرداری تبریز آغازشده بود، حدود ۷۰۰میلیارد ریال هزینه شده‌است. پل کابلی تبریز از نوع جعبه‌ای، دارای ۱۱۳متر طول و ۳۲متر عرض بوده و عرشه آن به وسیله ۳۲کابل نگهداری می‌شود. ادعا شده این پل که از نظر مکانیزم‌های فنی و ابعاد عرضی و طولی هشتمین و بعضاً چهارمین پل در دنیاست به شمار می‌آید. این پل توسط مهندسین ایرانی شرکت البرزکومه و با نظارت شرکت فرانسوی فرسینت احداث شده‌است. این پل به مناسبت سال ۸۶پل «اتحاد ملی» نامگذاری گردید.

## مشکلات ترافیکی پل
با وجود هزینه ۷۵ میلیون دلاری که برای احداث این پل در جهت روانسازی ترافیک در بلوار ۲۹ بهمن تبریز و نیز در مسیر بلوار توانیر به نیایش انجام شده با عدم استانداردسازی ورودی و خروجی پل عملاً پروسه روانسازی ترافیک در این دو مسیر بی نتیجه مانده. این امر بویژه با احداث فروشگاه رفاه و احداث یک مرکز خرید در ورودی غربی پل و با قرار داشتن کارواش در خروجی شرقی پل تشدید شده است.